# Ujna exigua
Ujna exigua är en insektsart som beskrevs av Melichar 1903. Ujna exigua ingår i släktet Ujna och familjen dvärgstritar. Inga underarter finns listade i Catalogue of Life.